# 122 (liczba)
122 (sto dwadzieścia dwa) – liczba naturalna następująca po 121 i poprzedzająca 123.

## W matematyce
- 122 jest liczbą niebędącą rozwiązaniem funkcji Eulera (ang. nontotient)[1]
- 122 jest palindromem liczbowym, czyli może być czytana w obu kierunkach, w pozycyjnym systemie liczbowym o bazie 11 (101)
- 122 należy do dwóch trójek pitagorejskich (22, 120, 122), (122, 3720, 3722).

## W nauce
- liczba atomowa unbibi (niezsyntetyzowany pierwiastek chemiczny)
- galaktyka NGC 122
- planetoida (122) Gerda
- kometa krótkookresowa 122P/de Vico

## W kalendarzu
122. dniem w roku jest 2 maja (w latach przestępnych jest to 1 maja). Zobacz też co wydarzyło się w roku 122, oraz w roku 122 p.n.e.